# Carl Diem

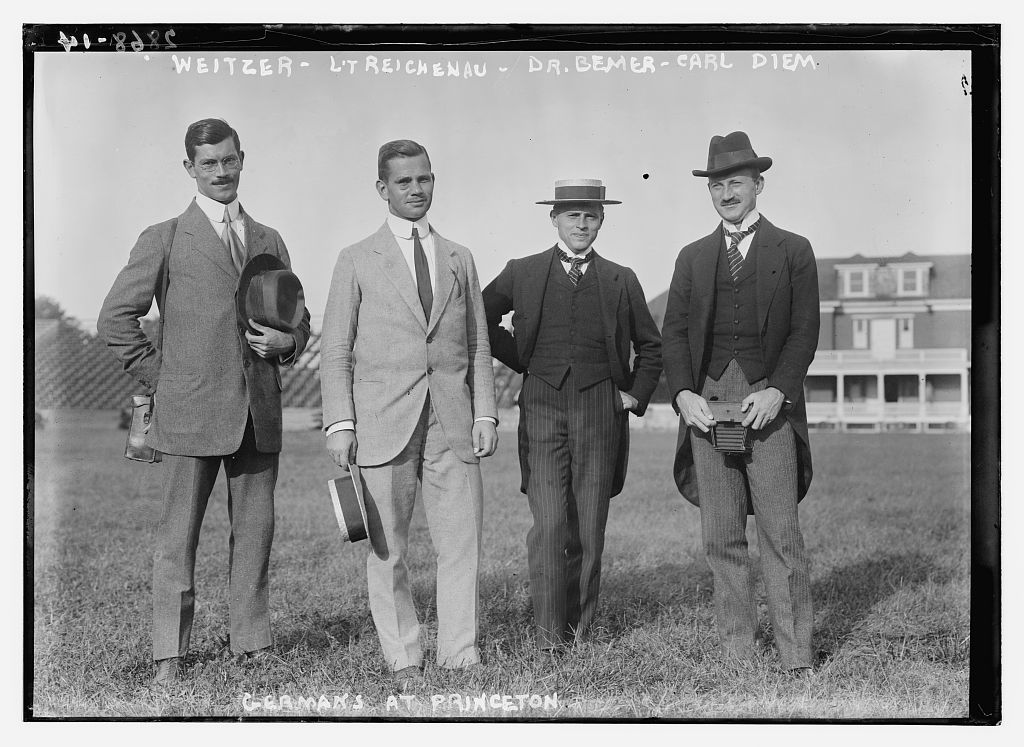
D'esquerra a dreta: Weitzer, Lt. Reichenau, Dr. Bemer, i Carl Diem i el 1913 a Universitat de Princeton

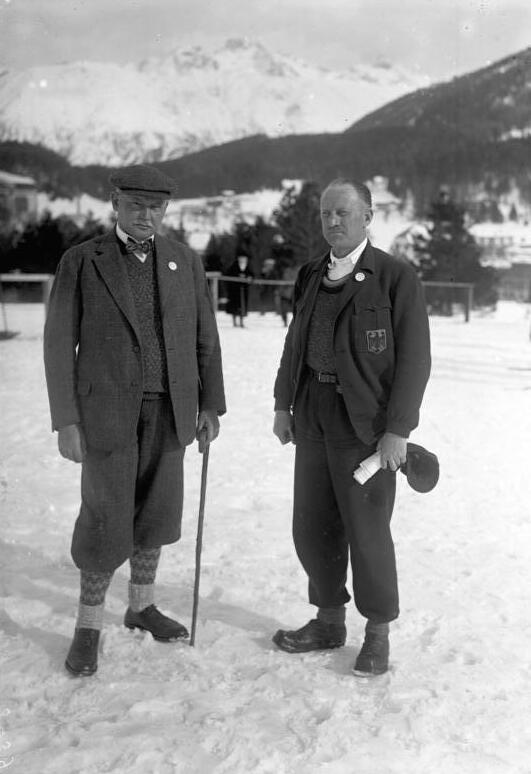
Lewald i Diem a St. Moritz, 1928

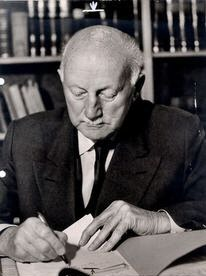
Carl Diem a la dècada de 1950

Carl Diem (24 de juny de 1882, a Würzburg – 17 de desembre de 1962, Colònia) va ser un administrador d'esports alemany i el Secretari General del Comitè Olímpic organitzador dels Jocs Olímpics de Berlín de 1936.
Va ser el creador de la tradició de la Torxa olímpica en els Jocs olímpics d'estiu de 1936.

## Biografia
Diem va ser corredor de mitjana i llarga distància des de la seva adolescència. Aviat va destacar com organitzador dels esports am el seu primer club atlètic anomenat Marcomannia, el 1899. Diem creia en l'ideal olímpic i a que l'esport contribuiria a l'harmonia entre les nacions. Era seguidor de Pierre de Coubertin.
El 1906, Diem va participar en els Jocs Olímpics d'Atenes.
Diem es va preparar per als Josc Olímpics previstos per a 1916 junt amb Theodor Lewald, però aquests Jocs van ser cancel·lats per la Primera Guerra Mundial. Diem es va allistar a l'exèrcit alemany, va ser ferit a St. Quentin.
Després de la guerra, no es va permetre que els alemanys participessin en els Jocs olímpics fins als d'Amsterdam de 1928. Amb el suport de l'estat, Diem fundà la Deutsche Hochschule für Leibesübungen, una escola dedicada a l'estudi de la ciència de l'esport. El 1929 va viatjar als Estats Units i es va fer amic d'Avery Brundage.

## Jocs Olímpics de Berlín
Carl Diem va esdevenir el secretari de tota l'organització esportiva alemanya (DRL) precursora de la Nationalsozialistischer Reichsbund für Leibesübungen, Òrgan esportiu del Tercer Reich.
El maig de 1932, Berlin va ser seleccionada per a organitzar els Jocs Olímpics de 1936. Amb l'arribada d'Adolf Hitler al poder el 1933 va quedar amenaçada la celebració dels Jocs Olímpics de Berlin. Hitler opinava que aquests Jocs eren un projecte dels jueus i masons. Joseph Goebbels, el nou Ministre de Propaganda a convèncer Hitler per a donar suport als Jocs.
L'esposa de Diem, era jueva. Ell mateix estava classificat com un "Jueu blanc."
Carl Diem va mantenir llocs alts en l'organització d'esports del Tercer Reich, (NSRL) fins i tot després dels Jocs Olímpics. Amb les seves bones relacions amb el Comitè Olímpic Internacional,IOC, Diem va tenir èxit la seva oferta de preparar els Jocs Olímpics d'hivern de 1940 programats per Garmisch-Partenkirchen, però Alemanya ja havia envaït Txecoslovàquia.

## Torxa olímpica
Respecte a la torxa olímpica, malgrat semblar una tradició molt antiga, de fet és una invenció moderna a càrrec de Lewald i Diem: en els antics Jocs Olímpics s'inclïa una flama e foc ritual commemorant Prometeu, però no un relleu de la torxa.
El 30 de juny de 1936, es va encendre la primera torxa a Olímpia, Grècia, a les ruïnes del temple d'Hera, per part de 15 "verges", usant un mirall còncau d'enfocament dels raigs del sol, tot això sota la supervisió d'un "gran sacerdotessa ". Es va dur a l'Acròpolis d'Atenes per a una invocació especial i, a continuació, es va transmetre al llarg d'una distància de 3.422 quilòmetres a l'estadi Olímpic de Berlín per un nombre igual de joves corredors aris on cadascú corria un km.
La flama va passar per Bulgària, Iugoslàvia, Hongria, Àustria i Txecoslovàquia, tots van ser aviat envaïts pels nazis. L'esdeveniment va ser filmat per Leni Riefenstahl, les lents dels miralls eren de l'empresa Zeiss i les torxes xapades amb magnesi les va construir l'empresa Krupp.
El relleu final el va fer l'1 d'agost Fritz Schilgen. En aquesta cerimònia la nena de cinc anys que va donar un ram de flors a Hitler era la filla de Diem, Gudrun.

## Darrers anys
En la batalla de Berlín, va animar, en l'Estadi Olímpic, a les Joventuts hitlerianes a lluitar fins a la mort.
Després de la Guerra Diem va ser rehabilitat ràpidament dins la nova República Federal Alemanya i va ser el director del Departament d'Educació Física de la Universitat de Berlin. L'any 1960 va publicar una història general de l'esport. Hi ha hagut controvèrsia per les seves relacions amb el nazisme
.